# Classificació de la Copa del Món de futbol 2022-UEFA
Les eliminatòries per al campionat mundial de futbol 2022 organitzat per la UEFA donen dret a 13 seleccions nacionals membres de la UEFA per accedir a la ronda final del campionat mundial de futbol 2022.

## Regulació
La UEFA classifica 13 equips nacionals per a la ronda final de la Copa del Món.
El sorteig de les 55 seleccions nacionals participants a les eliminatòries de la UEFA vàlides per accedir a les finals de la Copa Mundial del 2022 es va celebrar el 7 de desembre de 2020 a Zuric. No obstant això, a causa de la pandèmia COVID-19, l'extracció va tenir lloc com un esdeveniment virtual sense representants d'associacions membres presents. Originalment estava previst que es fes el 29 de novembre de 2020. El 18 de juny de 2020, el Comitè Executiu de la UEFA va aprovar les regles del sorteig per a la fase de grups de classificació. Els 55 equips es van dividir en sis testos basats en el rànquing mundial FIFA de novembre de 2020 després de la conclusió de la fase de grups de la UEFA Nations League 2020-2021. Les caixes 1 a 5 contenien deu equips, mentre que la caixa 6 contenia cinc equips. Els equips es van dividir en deu grups: cinc grups de cinc equips (grups A - E) i cinc grups de sis equips (grups F - J). El sorteig va començar amb el Pot 1 i va acabar amb el Pot 6, del qual es va treure un equip i es va assignar al primer grup disponible per ordre alfabètic. Per tant, cada grup de sis equips contenia un equip de cadascuna de les sis urnes, mentre que cada grup de cinc equips contenia un equip de cadascun dels cinc primers. Es van aplicar les restriccions següents amb assistència informàtica.

## Calendari
| Fase          | Girar       | Data                      |
| ------------- | ----------- | ------------------------- |
| fase de grups | Primer dia  | 24–25 de març de 2021     |
| fase de grups | Segon dia   | 27–28 de març de 2021     |
| fase de grups | Tercer dia  | 30–31 de març de 2021     |
| fase de grups | Quart dia   | 1–2 de setembre de 2021   |
| fase de grups | Cinquè dia  | 4–5 de setembre de 2021   |
| fase de grups | Sisè dia    | 7–8 de setembre de 2021   |
| fase de grups | Setmana dia | 8–9 de octubre de 2021    |
| fase de grups | Vuitè dia   | 11–12 de octubre de 2021  |
| fase de grups | Novè dia    | 11–13 de novembre de 2021 |
| fase de grups | Desè dia    | 14–16 de novembre de 2021 |
| Play-offs     | Semifinals  | 24 de març de 2022        |
| Play-offs     | final       | 29 de març de 2022        |

## Fase de Grups

### Grup A
| Equip       | Pts | PJ | PG | PE | PP | GF | GC | DG  |
| ----------- | --- | -- | -- | -- | -- | -- | -- | --- |
| Sèrbia      | 20  | 8  | 6  | 2  | 0  | 18 | 9  | +9  |
| Portugal    | 17  | 8  | 5  | 2  | 1  | 17 | 6  | +11 |
| Irlanda     | 9   | 8  | 2  | 3  | 3  | 11 | 8  | +3  |
| Luxemburg   | 9   | 8  | 3  | 0  | 5  | 8  | 18 | -10 |
| Azerbaidjan | 1   | 8  | 0  | 1  | 7  | 5  | 18 | -13 |

| Portugal    |       | 1 - 2 | 2 - 1 | 5 - 0 | 1 - 0 |
| Sèrbia      | 2 - 2 |       | 3 - 2 | 4 - 1 | 3 - 1 |
| Irlanda     | 0 - 0 | 1 - 1 |       | 0 - 1 | 1 - 1 |
| Luxemburg   | 1 - 3 | 0 - 1 | 0 - 3 |       | 2 - 1 |
| Azerbaidjan | 0 - 3 | 1 - 2 | 0 - 3 | 1 - 3 |       |

### Grup B
| Equip   | Pts | PJ | PG | PE | PP | GF | GC | DG  |
| ------- | --- | -- | -- | -- | -- | -- | -- | --- |
| Espanya | 19  | 8  | 6  | 1  | 1  | 15 | 5  | +10 |
| Suècia  | 15  | 8  | 5  | 0  | 3  | 12 | 6  | +6  |
| Grècia  | 10  | 8  | 2  | 4  | 2  | 8  | 8  | 0   |
| Geòrgia | 7   | 8  | 2  | 1  | 5  | 6  | 12 | -6  |
| Kosovo  | 5   | 8  | 1  | 2  | 5  | 5  | 15 | -10 |

|         |       |       |       |       | Kosovo |
| ------- | ----- | ----- | ----- | ----- | ------ |
| Espanya |       | 1 - 0 | 1 - 1 | 4 - 0 | 3 - 1  |
| Suècia  | 2 - 1 |       | 2 - 0 | 1 - 0 | 3 - 0  |
| Grècia  | 0 - 1 | 2 - 1 |       | 1 - 1 | 1 - 1  |
| Geòrgia | 1 - 2 | 2 - 0 | 0 - 2 |       | 0 - 1  |
| Kosovo  | 0 - 2 | 0 - 3 | 1 - 1 | 1 - 2 |        |

### Grup C
| Equip            | Pts | PJ | PG | PE | PP | GF | GC | DG  |
| ---------------- | --- | -- | -- | -- | -- | -- | -- | --- |
| Suïssa           | 18  | 8  | 5  | 3  | 0  | 15 | 2  | +13 |
| Itàlia           | 16  | 8  | 4  | 4  | 0  | 13 | 2  | +11 |
| Irlanda del Nord | 9   | 8  | 2  | 3  | 3  | 6  | 7  | -1  |
| Bulgària         | 8   | 8  | 2  | 2  | 4  | 6  | 14 | -8  |
| Lituània         | 3   | 8  | 1  | 0  | 7  | 4  | 19 | -15 |

| Itàlia           |       | 1 - 1 | 2 - 0 | 1 - 1 | 5 - 0 |
| Suïssa           | 0 - 0 |       | 2 - 0 | 4 - 0 | 1 - 0 |
| Irlanda del Nord | 0 - 0 | 0 - 0 |       | 0 - 0 | 1 - 0 |
| Bulgària         | 0 - 2 | 1 - 3 | 2 - 1 |       | 1 - 0 |
| Lituània         | 0 - 2 | 0 - 4 | 1 - 4 | 3 - 1 |       |

### Grup D
| Equip                | Pts | PJ | PG | PE | PP | GF | GC | DG  |
| -------------------- | --- | -- | -- | -- | -- | -- | -- | --- |
| França               | 18  | 8  | 5  | 3  | 0  | 18 | 3  | +15 |
| Ucraïna              | 12  | 8  | 2  | 6  | 0  | 11 | 8  | +3  |
| Finlàndia            | 11  | 8  | 3  | 2  | 3  | 10 | 10 | 0   |
| Bòsnia i Hercegovina | 7   | 8  | 1  | 4  | 3  | 9  | 12 | -3  |
| Kazakhstan           | 3   | 8  | 0  | 3  | 5  | 5  | 20 | -15 |

| Equip                |       |       |       |       |       |
| -------------------- | ----- | ----- | ----- | ----- | ----- |
| França               |       | 1 - 1 | 2 - 0 | 1 - 1 | 8 – 0 |
| Ucraïna              | 1 - 1 |       | 1 - 1 | 1 - 1 | 1 - 1 |
| Finlàndia            | 0 - 2 | 1 - 2 |       | 2 - 2 | 1 - 0 |
| Bòsnia i Hercegovina | 0 - 1 | 0 - 2 | 1 - 3 |       | 2 - 2 |
| Kazakhstan           | 0 - 2 | 2 - 2 | 0 - 2 | 0 - 2 |       |

### Grup E
| Equip           | Pt | J | V | D | P | GM | GC | DG  |
| --------------- | -- | - | - | - | - | -- | -- | --- |
| Bèlgica         | 20 | 8 | 6 | 2 | 0 | 25 | 6  | +19 |
| Gal·les         | 15 | 8 | 4 | 3 | 1 | 14 | 9  | +5  |
| República Txeca | 14 | 8 | 4 | 2 | 2 | 14 | 9  | +5  |
| Estònia         | 4  | 8 | 1 | 1 | 6 | 9  | 21 | -12 |
| Belarús         | 3  | 8 | 1 | 0 | 7 | 7  | 24 | -17 |

|                 | BEL   | WAL   | CZE   | BLR   | EST   |
| --------------- | ----- | ----- | ----- | ----- | ----- |
| Bèlgica         |       | 3 - 1 | 3 - 0 | 8 - 0 | 3 - 1 |
| Gal·les         | 1 - 1 |       | 1 - 0 | 5 - 1 | 0 - 0 |
| República Txeca | 1 - 1 | 2 - 2 |       | 1 - 0 | 2 - 0 |
| Belarús         | 0 - 1 | 2 - 3 | 0 - 2 |       | 4 - 2 |
| Estònia         | 2 - 5 | 0 - 1 | 2 - 6 | 2 - 0 |       |

### Grup F
| Equip       | Pts | PJ | PG | PE | PP | GF | GC | DG  |
| ----------- | --- | -- | -- | -- | -- | -- | -- | --- |
| Dinamarca   | 27  | 10 | 9  | 0  | 1  | 30 | 3  | +27 |
| Escòcia     | 23  | 10 | 7  | 2  | 1  | 17 | 7  | +10 |
| Israel      | 16  | 10 | 5  | 1  | 4  | 23 | 21 | +2  |
| Àustria     | 16  | 10 | 5  | 1  | 4  | 19 | 17 | +2  |
| Illes Fèroe | 4   | 10 | 1  | 1  | 8  | 7  | 23 | -16 |
| Moldàvia    | 1   | 10 | 0  | 1  | 9  | 5  | 30 | -25 |

|             | DNK   | AUT   | SCO   | ISR   | FRO   | MDA   |
| ----------- | ----- | ----- | ----- | ----- | ----- | ----- |
| Dinamarca   |       | 1 - 0 | 2 - 0 | 5 - 0 | 3 - 1 | 8 - 0 |
| Àustria     | 0 - 4 |       | 0 - 1 | 4 - 2 | 3 - 1 | 4 - 1 |
| Escòcia     | 2 - 0 | 2 - 2 |       | 3 - 2 | 4 - 0 | 1 - 0 |
| Israel      | 0 - 2 | 5 - 2 | 1 - 1 |       | 3 - 2 | 2 - 1 |
| Illes Fèroe | 0 - 1 | 0 - 2 | 0 - 1 | 0 - 4 |       | 2 - 1 |
| Moldàvia    | 0 - 4 | 0 - 2 | 0 - 2 | 1 - 4 | 1 - 1 |       |

### Grup G
| Equip         | Pts | PJ | PG | PE | PP | GF | GC | DG  |
| ------------- | --- | -- | -- | -- | -- | -- | -- | --- |
| Països Baixos | 23  | 10 | 7  | 2  | 1  | 33 | 8  | +25 |
| Turquia       | 21  | 10 | 6  | 3  | 1  | 27 | 16 | +11 |
| Noruega       | 18  | 10 | 5  | 3  | 2  | 15 | 8  | +7  |
| Montenegro    | 12  | 10 | 3  | 3  | 4  | 14 | 15 | -1  |
| Letònia       | 9   | 10 | 2  | 3  | 5  | 11 | 14 | -3  |
| Gibraltar     | 0   | 10 | 0  | 0  | 10 | 4  | 43 | -39 |

|               | NLD   | TUR   | NOR   | MNE   | LVA   | GIB   |
| ------------- | ----- | ----- | ----- | ----- | ----- | ----- |
| Països Baixos |       | 6 - 1 | 2 - 0 | 4 - 0 | 2 - 0 | 6 - 0 |
| Turquia       | 4 - 2 |       | 1 - 1 | 2 - 2 | 3 - 3 | 6 - 0 |
| Noruega       | 1 - 1 | 0 - 3 |       | 2 - 0 | 0 - 0 | 5 - 1 |
| Montenegro    | 2 - 2 | 1 - 2 | 0 - 1 |       | 0 - 0 | 4 - 1 |
| Letònia       | 0 - 1 | 1 - 2 | 0 - 2 | 1 - 2 |       | 3 - 1 |
| Gibraltar     | 0 - 7 | 0 - 3 | 0 - 3 | 0 - 3 | 1 - 3 |       |

### Grup H
| Equip      | Pts | PJ | PG | PE | PP | GF | GC | DG  |
| ---------- | --- | -- | -- | -- | -- | -- | -- | --- |
| Croàcia    | 23  | 10 | 7  | 2  | 1  | 21 | 4  | +17 |
| Rússia     | 22  | 10 | 7  | 1  | 2  | 19 | 6  | +13 |
| Eslovàquia | 14  | 10 | 3  | 5  | 2  | 17 | 10 | +7  |
| Eslovènia  | 14  | 10 | 4  | 2  | 4  | 13 | 12 | +1  |
| Xipre      | 5   | 10 | 1  | 2  | 7  | 4  | 21 | -17 |
| Malta      | 5   | 10 | 1  | 2  | 7  | 9  | 30 | -21 |

|            | HRV   | SVK   | RUS   | SVN   | CYP   | MLT   |
| ---------- | ----- | ----- | ----- | ----- | ----- | ----- |
| Croàcia    |       | 2 - 2 | 1 - 0 | 3 - 0 | 1 - 0 | 3 - 0 |
| Eslovàquia | 0 - 1 |       | 2 - 1 | 2 - 2 | 2 - 0 | 2 - 2 |
| Rússia     | 0 - 0 | 1 - 0 |       | 2 - 1 | 6 - 0 | 2 - 0 |
| Eslovènia  | 1 - 0 | 1 - 1 | 1 - 2 |       | 2 - 1 | 1 - 0 |
| Xipre      | 0 - 3 | 0 - 0 | 0 - 2 | 1 - 0 |       | 2 - 2 |
| Malta      | 1 - 7 | 0 - 6 | 1 - 3 | 0 - 4 | 3 - 0 |       |

### Grup I
| Equip      | Pts | PJ | PG | PE | PP | GF | GC | DG  |
| ---------- | --- | -- | -- | -- | -- | -- | -- | --- |
| Anglaterra | 26  | 10 | 8  | 2  | 0  | 39 | 3  | +36 |
| Polònia    | 20  | 10 | 6  | 2  | 2  | 30 | 11 | +19 |
| Albània    | 18  | 10 | 6  | 0  | 4  | 12 | 12 | 0   |
| Hongria    | 17  | 10 | 5  | 2  | 3  | 19 | 13 | +6  |
| Andorra    | 6   | 10 | 2  | 0  | 8  | 8  | 24 | -16 |
| San Marino | 0   | 10 | 0  | 0  | 10 | 1  | 46 | -45 |

|            | ENG    | POL   | HUN   | ALB   | AND   | SMR   |
| ---------- | ------ | ----- | ----- | ----- | ----- | ----- |
| Anglaterra |        | 2 - 1 | 1 - 1 | 5 - 0 | 4 - 0 | 5 - 0 |
| Polònia    | 1 - 1  |       | 1 - 2 | 4 - 1 | 3 - 0 | 5 - 0 |
| Hongria    | 0 - 4  | 3 - 3 |       | 0 - 1 | 2 - 1 | 4 - 0 |
| Albània    | 0 - 2  | 0 - 1 | 1 - 0 |       | 1 - 0 | 5 - 0 |
| Andorra    | 0 - 5  | 1 - 4 | 1 - 4 | 0 - 1 |       | 2 - 0 |
| San Marino | 0 - 10 | 1 - 7 | 0 - 3 | 0 - 2 | 0 - 3 |       |

### Grup J
| Equip         | Pts | PJ | PG | PE | PP | GF | GC | DG  |
| ------------- | --- | -- | -- | -- | -- | -- | -- | --- |
| Alemanya      | 27  | 10 | 9  | 0  | 1  | 36 | 4  | +32 |
| Macedònia     | 18  | 10 | 5  | 3  | 2  | 23 | 11 | +12 |
| Romania       | 17  | 10 | 5  | 2  | 3  | 13 | 8  | +5  |
| Armènia       | 12  | 10 | 3  | 3  | 4  | 9  | 20 | -11 |
| Islàndia      | 9   | 10 | 2  | 3  | 5  | 12 | 18 | -6  |
| Liechtenstein | 1   | 10 | 0  | 1  | 9  | 2  | 34 | -32 |

|               | DEU   | ROU   | ISL   | MKD   | ARM   | LIE   |
| ------------- | ----- | ----- | ----- | ----- | ----- | ----- |
| Alemanya      |       | 2 - 1 | 3 - 0 | 1 - 2 | 6 - 0 | 9 - 0 |
| Romania       | 0 - 1 |       | 0 - 0 | 3 - 2 | 1 - 0 | 2 - 0 |
| Islàndia      | 0 - 4 | 0 - 2 |       | 2 - 2 | 1 - 1 | 4 - 0 |
| Macedònia     | 0 - 4 | 0 - 0 | 3 - 1 |       | 0 - 0 | 5 - 0 |
| Armènia       | 0 - 4 | 3 - 2 | 2 - 0 | 0 - 5 |       | 1 - 1 |
| Liechtenstein | 0 - 2 | 0 - 2 | 1 - 4 | 0 - 4 | 0 - 1 |       |

## ronda de playoffs

### Camí A
| Equip 1    | Marcador | Equip 2 |
| ---------- | -------- | ------- |
| Semifinals |          |         |
| Escòcia    | 1 - 3    | Ucraïna |
| Gal·les    | 2 - 1    | Àustria |
| Final      |          |         |
| Gal·les    | 1 - 0    | Ucraïna |

#### Semifinals
| Escòcia | 1–3 | Ucraïna |
| ------- | --- | ------- |
|         |     |         |

 Glasgow, Hampden Park
| Gal·les | 2–1 | Àustria |
| ------- | --- | ------- |
|         |     |         |

 Cardiff, Millennium Stadium

#### Final
| Gal·les | 1–0 | Ucraïna |
| ------- | --- | ------- |
|         |     |         |

 Cardiff, Millennium Stadium

### Camí B
| Equip 1    | Marcador | Equip 2         |
| ---------- | -------- | --------------- |
| Semifinals |          |                 |
| Rússia     | w/o.     | Polònia         |
| Suècia     | 1 - 0    | República Txeca |
| Final      |          |                 |
| Polònia    | 2 - 0    | Suècia          |

#### Semifinals
| Rússia | W.O | Polònia |
| ------ | --- | ------- |
|        |     |         |

| Suècia | 1–0 | República Txeca |
| ------ | --- | --------------- |
|        |     |                 |

 Solna, Friends Arena

#### Final
| Polònia | 2–0 | Suècia |
| ------- | --- | ------ |
|         |     |        |

### Camí C
| Equip 1    | Marcador | Equip 2   |
| ---------- | -------- | --------- |
| Semifinals |          |           |
| Itàlia     | 0 - 1    | Macedònia |
| Portugal   | 3 - 1    | Turquia   |
| Final      |          |           |
| Portugal   | 2 - 0    | Macedònia |

#### Semifinals
| Itàlia | 0–1 | Macedònia |
| ------ | --- | --------- |
|        |     |           |

| Portugal | 3–1 | Turquia |
| -------- | --- | ------- |
|          |     |         |

#### Final
| Portugal | 2–0 | Macedònia |
| -------- | --- | --------- |
|          |     |           |